# Smash (videogioco)
Smash è un videogioco di tennis pubblicato nel 1992 per Amiga e nel 1993 per Commodore 64 dalla Idea. Si contraddistingue per la visuale laterale, con il campo che si estende in una sola dimensione e i tennisti che si muovono solo avanti e indietro, prospettiva molto insolita per un gioco di tennis. È caratterizzato inoltre da grafica che (almeno su Amiga) ricorda lo stile dei cartoni giapponesi e dalla presenza di tiri speciali non realistici.

## Modalità di gioco
Il campo viene mostrato di lato, senza la profondità, con scorrimento orizzontale (approccio insolito, usato in precedenza da Super Volleyball). La visuale segue la palla, per cui il proprio tennista non è sempre visibile, ma è presente un piccolo radar che mostra le posizioni di tutti nell'intero campo. Il tennista può correre soltanto in orizzontale e fare ampi salti in alto per prendere al volo le palle alte. Le traiettorie dei colpi si possono variare (pallonetti, schiacciate, palle lunghe, palle corte) muovendo i comandi in una delle quattro direzioni mentre si colpisce.
Si possono selezionare incontri maschili o femminili e in entrambi i casi si hanno a disposizione quattro personaggi di diverse nazionalità (dotati di proprie statistiche solo su Amiga). Si può giocare una partita singola, a uno o due giocatori, oppure un torneo mondiale. Si può scegliere il tipo di superficie del campo (erba, terra, ecc., anche sabbia su Amiga). Solo su versione Amiga sono disponibili anche modalità con più di due tennisti in simultanea: due giocatori in doppio contro due computer, un giocatore solo contro due computer o due giocatori contro un computer. Nella versione Amiga c'è inoltre una modalità allenamento con una macchina lancia palle programmabile.
Il torneo è costituito da una serie di 10 avversari predefiniti sempre più difficili, da battere in successione. Gli avversari del torneo si affrontano in vari paesi del mondo e per ciascuno c'è un diverso sfondo grafico a tema. Ogni avversario è dotato di almeno un tiro speciale, fisicamente non realistico, come la palla che si ferma e piove in verticale o che rimbalza in modo assurdo. I tiri speciali vengono descritti da icone prima della partita, assieme alle altre statistiche dell'avversario.